# 永夜坑

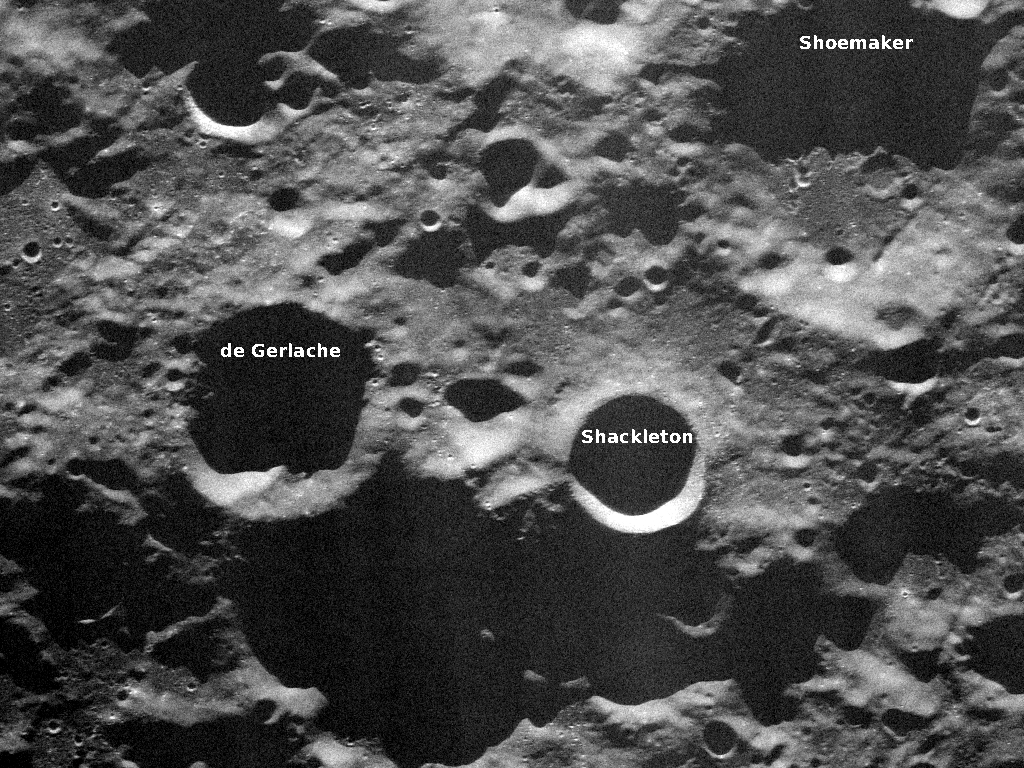
沙克尔顿环形山就是这样的一座陨石坑.

永夜坑是指太阳系的天体上阳光永远受到遮挡的点。永夜坑的海拔都相當低，並且都是在轉軸傾角相當低的天體上。
永夜坑可能是適合太空探索和太空移民的地點，在這些區域可能會有水冰存在。

## 外部連結
- Eternal Darkness Near the North Pole （页面存档备份，存于）
- Eternal Darkness of Petronius Crater （页面存档备份，存于）